# Ахалсопели (Озургетский муниципалитет)
Ахалсопели (груз. ახალსოფელი) — село в Грузии, на территории Озургетского муниципалитета края (мхаре) Гурия.

## География
Село находится в западной части Грузии, на левом берегу реки Супсы, на расстоянии приблизительно 4 километров (по прямой) к северу от города Озургети, административного центра муниципалитета. Абсолютная высота — 82 метра над уровнем моря.

## Население
По результатам официальной переписи населения 2014 года, в Ахалсопели проживало 400 человек (200 мужчин и 200 женщин). В национальной структуре населения грузины составляли 100 %.
| Год  | Население, человек |
| ---- | ------------------ |
| 2002 | 425                |
| 2014 | ↘ 400              |